# Келн
Келн (до 1919. Cöln, дијалекатски Kölle) град је у немачкој савезној држави Северна Рајна-Вестфалија. По површини и броју становника Келн је четврти град у Немачкој, после Берлина, Хамбурга и Минхена. Са преко милион становника (1,08 милиона) унутар своје урбане области, Келн је највећи град најмногољудније савезне државе Северне Рајне-Вестфалије. Поседује регионалну шифру (AGS) 5315000, NUTS (DEA23) и LOCODE (DE CGN). Келн се налази на обали реке Рајне, две стране града спаја седам мостова. Келн је око 45 km (28 mi) југоисточно од Диселдорфа, престонице Северне Рајне-Вестфалије, и 25 km (16 mi) северозападно од Бона. Он је највећи град у областима средњофранконских и рипуарских дијалеката.
Главна атракција града је Келнска катедрала, данас трећа највиша црква на свету и једна од већих туристичких атракција Немачке. Катедрала је седиште католичког архиепископа од Келна. У граду постоје многе институције високог образовања, од којих су најпознатији Универзитет у Келну (Universität zu Köln), један од најстаријих и највећих универзитета у Европи, Технички универзитет у Келну (Technische Hochschule Köln), највећи универзитет примењених наука у Немачкој, и Немачки универзитет за спорт у Келну (Deutsche Sporthochschule Köln), једини немачки спортски универзитет. Аеродром Келн Бон (Flughafen Köln/Bonn) је седми по величини аеродром у Немачкој и налази се на југоистоку града. Главни аеродром у региону Рајна-Рур је аеродром у Диселдорфу.
Келн је велики културни центар Рајнске области; у њему се налази више од 30 музеја и стотине галерија. Изложбе се крећу од локалних античких археолошких локалитета до савремене графике и скулптуре. Сајам у Келну одржава бројне привредне сајмове као што су Уметност Келна, имм Келн, Гејмском и Фотокина. Келн је познат и по Kölsch пиву, као и по карневалу који се сваке године одржава у фебруару.

## Историја
Келн је основан на територији Убијаца у 1. веку као римска колонија Клаудија Ара Агрипина. Име града води порекло од прве речи назива римске колоније. Алтернативни латински назив насеља је Augusta Ubiorum, по Убијцима. „Cologne”, француска верзија имена града, постала је стандард и у енглеском језику. Келн је функционисао као престоница римске провинције Доња Германија и као седиште римске војске у региону све до окупације Франака 462. године. Током средњег века град је цветао, јер се налазио на једном од најважнијих главних трговачких путева између истока и запада у Европи. Келн је био један од водећих чланова Ханзеатске лАиге и један од највећих градова северно од Алпа током средњовековних и ренесансних времена. Пре Другог светског рата град је прошао кроз неколико окупација од стране Француза, али и од Британаца (1918-1926). Келн је био један од најтеже бомбардованих градова у Немачкој током Другог светског рата, а Краљевско ратно ваздухопловство (РАФ) испустило је 34.711 тона бомби на град. Бомбардовање је смањило број становника за 95%, углавном због евакуације, и уништило скоро цели град. Са намером да се обнови што је могуће више историјских зграда, успешна послератна обнова резултирала је веома мешовитим и јединственим градским пејзажом. Келн је добио статус града 50. године нове ере као главни град римске провинције Доња Германија. Знатни римски остаци могу се наћи у данашњем Келну, посебно у близини обале, где је крајем 2007. године откривен римски брод стар 1.900 година. Од 260. до 271. Келн је био главни град Галске империје под Постумом, Маријусом и Викторином. Године 310. под царом Константином I изграђен је мост преко Рајне код Келна. Римски царски гувернери су боравили у граду и он је постао један од најзначајнијих трговачких и производних центара у Римском царству северно од Алпа. Келн је приказан на Појтингеровој мапи из 4. века.
Почетак градње Келнске катедрале је био 1248. а довршена је према оригиналном плану 1880. године.
Након готово комплетног разарања у Другом светском рату, Келн је највећим делом очувао мрежу и називе улица, али је архитектонски готово у потпуности изграђен у стилу доминантном 50-их и 60-их година двадесетог века. Све до 80-их година слику града одређивале су пре свега зграде с фасадама од голог бетона.
Град је био један од домаћина светског првенства у фудбалу 2006. године.

## Географија
Град се налази на надморској висини од 37-118 метара. Површина општине износи 405,2 km². Највиша тачка града је 118 метара надморске висине (Монт Троделох), а најнижа тачка је 37,5 метара надморске висине (Ворингер Брух). Град Келн лежи у оквиру већег подручја Келнске низије, области у облику купа у централној Рајни која се налази између Бона, Ахена и Диселдорфа.

### Клима
Смештен у области Рајна-Рур, Келн је један од најтоплијих градова у Немачкој. Има умерено-океанску климу (Кепен: Cfb) са хладним зимама и топлим летима. То је такође један од најоблачнијих градова у Немачкој, са само 1568 сунчаних сати годишње. Просечна годишња температура износи 10,3 °C (51 °F): 14,8 °C (59 °F) током дана и 5,8 °C (42 °F) ноћу. У јануару, средња температура је 2,6 °C (37 °F), док је средња температура у јулу 18,8 °C (66 °F). Температуре се могу значајно мењати током месеца уз топлије и хладније временске прилике. Падавине су равномерно раширене током целе године, а лети имају лагани врхунац због пљускова и олуја.
| Клима Келн/Бонског аеродрома 1981-2010, екстреми 1957-садашњост   | Клима Келн/Бонског аеродрома 1981-2010, екстреми 1957-садашњост | Клима Келн/Бонског аеродрома 1981-2010, екстреми 1957-садашњост | Клима Келн/Бонског аеродрома 1981-2010, екстреми 1957-садашњост | Клима Келн/Бонског аеродрома 1981-2010, екстреми 1957-садашњост | Клима Келн/Бонског аеродрома 1981-2010, екстреми 1957-садашњост | Клима Келн/Бонског аеродрома 1981-2010, екстреми 1957-садашњост | Клима Келн/Бонског аеродрома 1981-2010, екстреми 1957-садашњост | Клима Келн/Бонског аеродрома 1981-2010, екстреми 1957-садашњост | Клима Келн/Бонског аеродрома 1981-2010, екстреми 1957-садашњост | Клима Келн/Бонског аеродрома 1981-2010, екстреми 1957-садашњост | Клима Келн/Бонског аеродрома 1981-2010, екстреми 1957-садашњост | Клима Келн/Бонског аеродрома 1981-2010, екстреми 1957-садашњост | Клима Келн/Бонског аеродрома 1981-2010, екстреми 1957-садашњост |
| Показатељ \ Месец                                                 | .Јан.                                                           | .Феб.                                                           | .Мар.                                                           | .Апр.                                                           | .Мај.                                                           | .Јун.                                                           | .Јул.                                                           | .Авг.                                                           | .Сеп.                                                           | .Окт.                                                           | .Нов.                                                           | .Дец.                                                           | .Год.                                                           |
| ----------------------------------------------------------------- | --------------------------------------------------------------- | --------------------------------------------------------------- | --------------------------------------------------------------- | --------------------------------------------------------------- | --------------------------------------------------------------- | --------------------------------------------------------------- | --------------------------------------------------------------- | --------------------------------------------------------------- | --------------------------------------------------------------- | --------------------------------------------------------------- | --------------------------------------------------------------- | --------------------------------------------------------------- | --------------------------------------------------------------- |
| Апсолутни максимум, °C (°F)                                       | 16,2 (61,2)                                                     | 20,7 (69,3)                                                     | 25,3 (77,5)                                                     | 30,8 (87,4)                                                     | 34,4 (93,9)                                                     | 36,8 (98,2)                                                     | 37,3 (99,1)                                                     | 38,8 (101,8)                                                    | 33,1 (91,6)                                                     | 27,6 (81,7)                                                     | 20,2 (68,4)                                                     | 16,7 (62,1)                                                     | 38,8 (101,8)                                                    |
| Средњи максимум, °C (°F)                                          | 12,5 (54,5)                                                     | 14,0 (57,2)                                                     | 19,0 (66,2)                                                     | 23,7 (74,7)                                                     | 27,7 (81,9)                                                     | 30,8 (87,4)                                                     | 32,3 (90,1)                                                     | 32,0 (89,6)                                                     | 26,4 (79,5)                                                     | 21,9 (71,4)                                                     | 16,4 (61,5)                                                     | 12,8 (55)                                                       | 34,1 (93,4)                                                     |
| Максимум, °C (°F)                                                 | 5,4 (41,7)                                                      | 6,7 (44,1)                                                      | 10,9 (51,6)                                                     | 15,1 (59,2)                                                     | 19,3 (66,7)                                                     | 21,9 (71,4)                                                     | 24,4 (75,9)                                                     | 24,0 (75,2)                                                     | 19,9 (67,8)                                                     | 15,1 (59,2)                                                     | 9,5 (49,1)                                                      | 5,9 (42,6)                                                      | 14,8 (58,6)                                                     |
| Просек, °C (°F)                                                   | 2,6 (36,7)                                                      | 2,9 (37,2)                                                      | 6,3 (43,3)                                                      | 9,7 (49,5)                                                      | 14,0 (57,2)                                                     | 16,6 (61,9)                                                     | 18,8 (65,8)                                                     | 18,1 (64,6)                                                     | 14,5 (58,1)                                                     | 10,6 (51,1)                                                     | 6,3 (43,3)                                                      | 3,3 (37,9)                                                      | 10,3 (50,5)                                                     |
| Минимум, °C (°F)                                                  | −0,6 (30,9)                                                     | −0,7 (30,7)                                                     | 2,0 (35,6)                                                      | 4,2 (39,6)                                                      | 8,1 (46,6)                                                      | 11,0 (51,8)                                                     | 13,2 (55,8)                                                     | 12,6 (54,7)                                                     | 9,8 (49,6)                                                      | 6,7 (44,1)                                                      | 3,1 (37,6)                                                      | 0,4 (32,7)                                                      | 5,8 (42,4)                                                      |
| Средњи минимум, °C (°F)                                           | −10,3 (13,5)                                                    | −8,9 (16)                                                       | −5,2 (22,6)                                                     | −3,2 (26,2)                                                     | 1,3 (34,3)                                                      | 4,7 (40,5)                                                      | 7,6 (45,7)                                                      | 6,8 (44,2)                                                      | 3,5 (38,3)                                                      | −0,8 (30,6)                                                     | −4,2 (24,4)                                                     | −8,3 (17,1)                                                     | −13,0 (8,6)                                                     |
| Апсолутни минимум, °C (°F)                                        | −23,4 (−10,1)                                                   | −19,2 (−2,6)                                                    | −13,4 (7,9)                                                     | −8,8 (16,2)                                                     | −2,9 (26,8)                                                     | −0,5 (31,1)                                                     | 2,9 (37,2)                                                      | 1,9 (35,4)                                                      | −1,3 (29,7)                                                     | −6,0 (21,2)                                                     | −10,4 (13,3)                                                    | −18,0 (−0,4)                                                    | −23,4 (−10,1)                                                   |
| Количина падавина, mm (in)                                        | 62,1 (2,445)                                                    | 54,2 (2,134)                                                    | 64,6 (2,543)                                                    | 53,9 (2,122)                                                    | 72,2 (2,843)                                                    | 90,7 (3,571)                                                    | 85,8 (3,378)                                                    | 75,0 (2,953)                                                    | 74,9 (2,949)                                                    | 67,1 (2,642)                                                    | 67,0 (2,638)                                                    | 71,1 (2,799)                                                    | 838,6 (33,016)                                                  |
| Сунчани сати — месечни просек                                     | 54,0                                                            | 78,8                                                            | 120,3                                                           | 167,2                                                           | 193,0                                                           | 193,6                                                           | 209,7                                                           | 194,2                                                           | 141,5                                                           | 109,2                                                           | 60,7                                                            | 45,3                                                            | 1.567,5                                                         |
| Извор: Садржај је изведен из података Немачке метеоролошке службе |                                                                 |                                                                 |                                                                 |                                                                 |                                                                 |                                                                 |                                                                 |                                                                 |                                                                 |                                                                 |                                                                 |                                                                 |                                                                 |

### Заштита од поплава
Келн је редовно погођен поплавама из Рајне и сматра се европским градом који је највише подложан поплавама. Градска агенција (Stadtentwässerungsbetriebe Köln, „Келнска управа урбане дренаже”) руководи опсежним системом контроле поплава, који обухвата сталне и мобилне поплавне зидове, заштиту од подизања подземних вода за зграде у близини обала реке, системе за праћење и прогнозирање, пумпне станице и програме за стварање или заштиту поплавних подручја и речних насипа. Систем је редизајниран након поплаве из 1993. године, која је резултирала великим оштећењима.

## Туризам
Келнска катедрала (нем. Kölner Dom) је најпознатија црква града и најомиљенија знаменитост Келна. То је готичка црква, започета 1248. године, а завршена 1880. Године 1996. проглашена је за светску баштину; у њој се налази Светиште Три краља, које наводно садржи мошти три мудраца. Становници Келна понекад називају катедралу "вечним градилиштем". Изградња је трајала 632 године, што је чини црквом коју је требало најдуже изградити. То је трећа највећа црква на свету.
Мост Хохенцолерн (нем. Hohenzollernbrücke) је мост који прелази реку Рајну. Мост је изграђен између 1907. и 1911. године. Са 1.200 вожњи дневно, то је најбитнији мосту у целој Немачкој.  Укупна дужина моста је 409.19 метара. Познат је као симбол спајања и љубави, јер се на њему налази негде око 500.00-700.00 катанаца.

## Становништво
У самом граду је, према процени из 2010. године, живело 1.000.298 становника. Просечна густина становништва износи 2.469 становника/km². Осим Немаца, остале националности су Турци (92.713), Пољаци (40.577), Италијани (28.532), Ирачани (15.019). У Келну живи 8.630 Срба.

### Религија
Од 2015. године 35,5% становништва припадало је Католичкој цркви, највећем верском телу, а 15,5% Евангелистичкој цркви. Иринеј Лионски је тврдио да су хришћанство у Келн донели римски војници и трговци у непознато рано. Познато је да је у раном другом веку било епископско седиште. Први историјски епископ Келна био је свети Матерн. Тома Аквински је студирао у Келну 1244. под Албертом Магнусом. Келн је седиште римокатоличке надбискупије Келн. 2,1% становништва су православаци. Градоначелница Келна Хенриете Рекер објавила је 11. октобра 2021. да ће свих 35 џамија у Келну моћи да емитују Езан до пет минута петком између поднева и 15 часова.

## Привреда

### Саобраћај
Келн / Бон Аеродром , такође познат као Аеродром Конрад Аденауер, међународни је цивилни аеродром који се налази у приградском делу Келна. Аеродром се налази 15 километара југоисточно од центра Келна и 16 километара североисточно од Бона .
Аеродром Келн / Бон заузима шесто место по промету путника међу свим аеродромима у Немачкој.